# Swansea.com Stadium
Swansea.com Stadium (wal.: Stadiwm Swansea.com) – stadion piłkarski położony w Swansea, w dzielnicy Landore.
Po otwarciu w 2005 został domowym obiektem piłkarzy Swansea City oraz rugbystów Ospreys. Mecz otwarcia odbył się pomiędzy Swansea i Fulham 23 lipca 2005. Spotkanie zakończyło się remisem 1:1.
Podczas budowy nazywano go różnie, a najczęściej padały takie nazwy jak Morfa oraz White Rock Stadium. W czasie poszukiwań sponsora dla stadionu, był on nazywany New Stadium. Gdy patronat nad stadionem objęła pochodząca ze Swansea firma Liberty Property, 18 października 2005 nadano mu nazwę "Liberty Stadium".
Przed obiektem ustawiono pomnik Ivora Allchurcha, byłego gracza Swansea, który w 445 występach dla klubu zdobył 164 bramki.
1 czerwca 2007 zespół The Who zagrał na stadionie koncert, poprzedzony występami grup Killing For Company oraz The Charlatans, był to pierwszy koncert na tym stadionie. Na stadionie występowali m.in. Rod Stewart, Pink, Elton John oraz Lionel Richie.
W sierpniu 2021 ze względów komercyjnych stadion zmienił nazwę na Swansea.com Stadium.

## Galeria

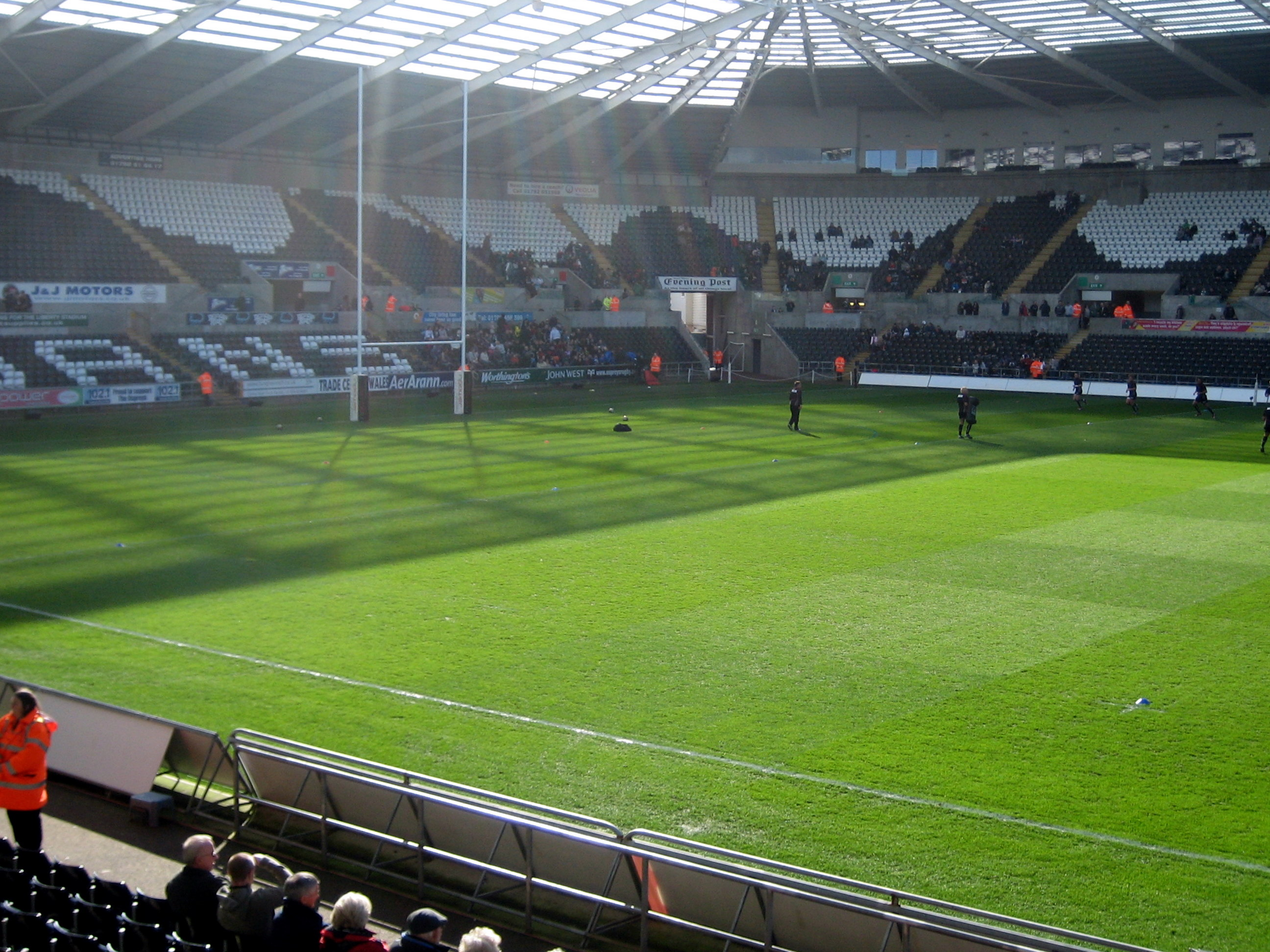
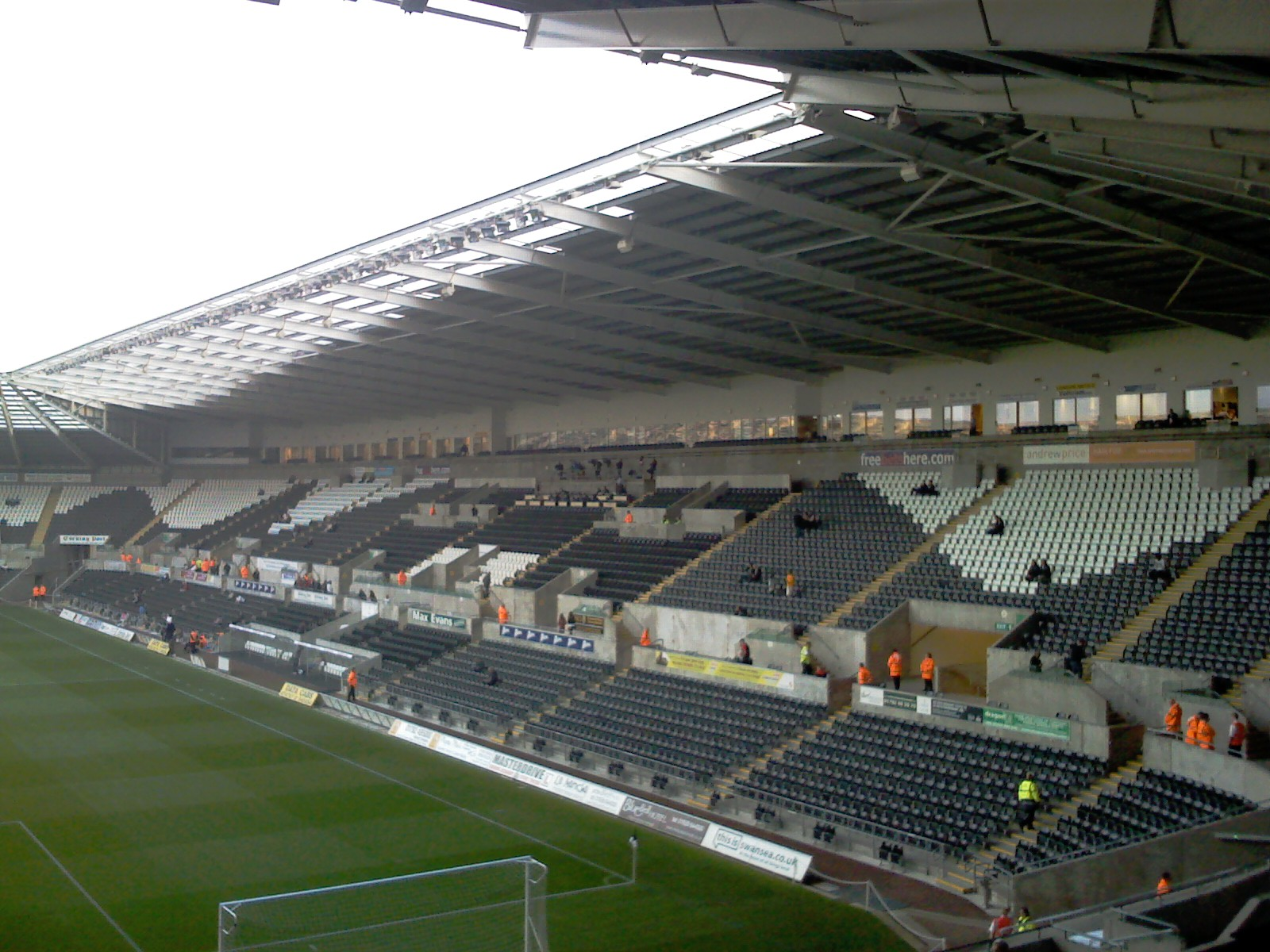
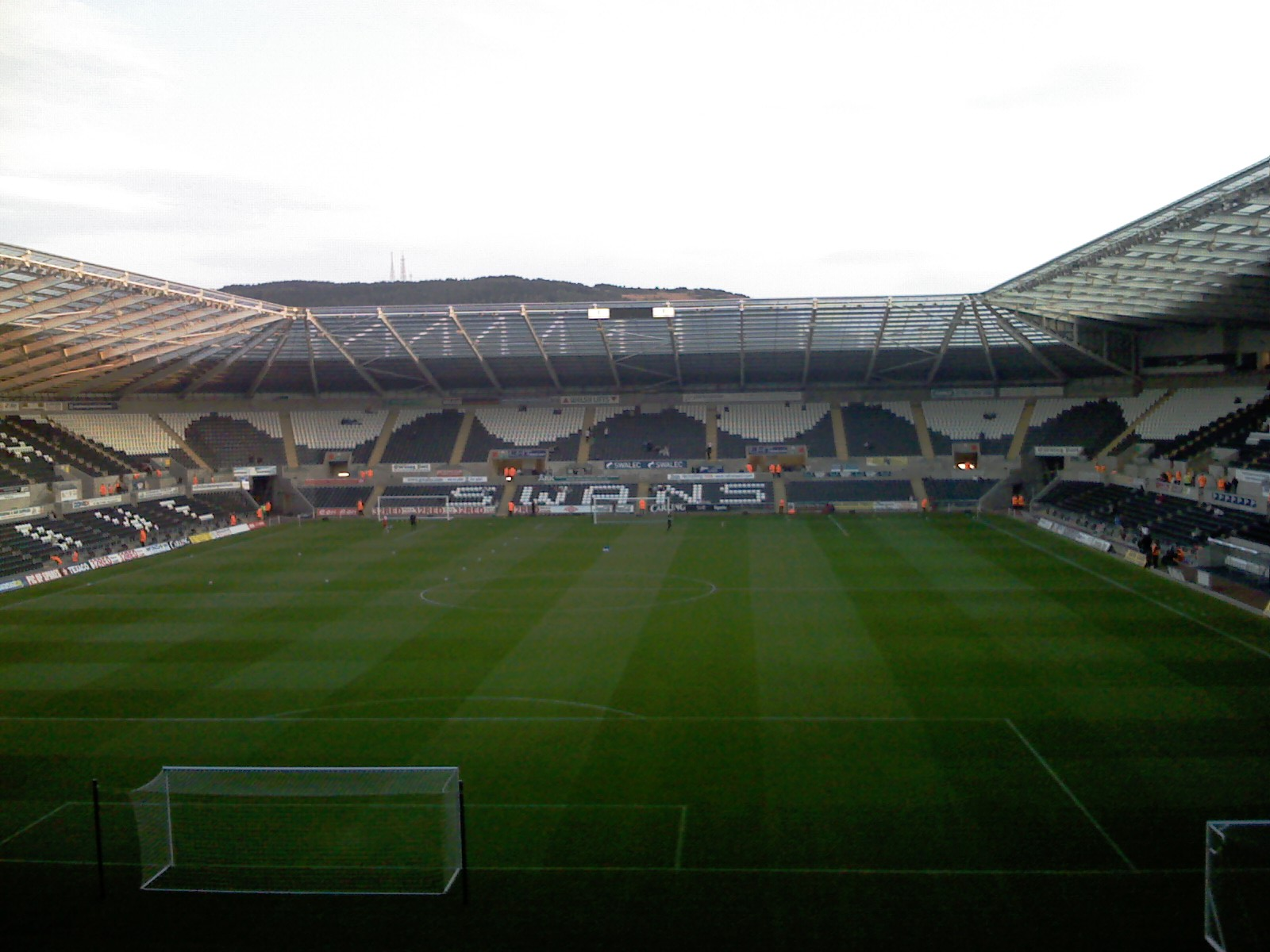
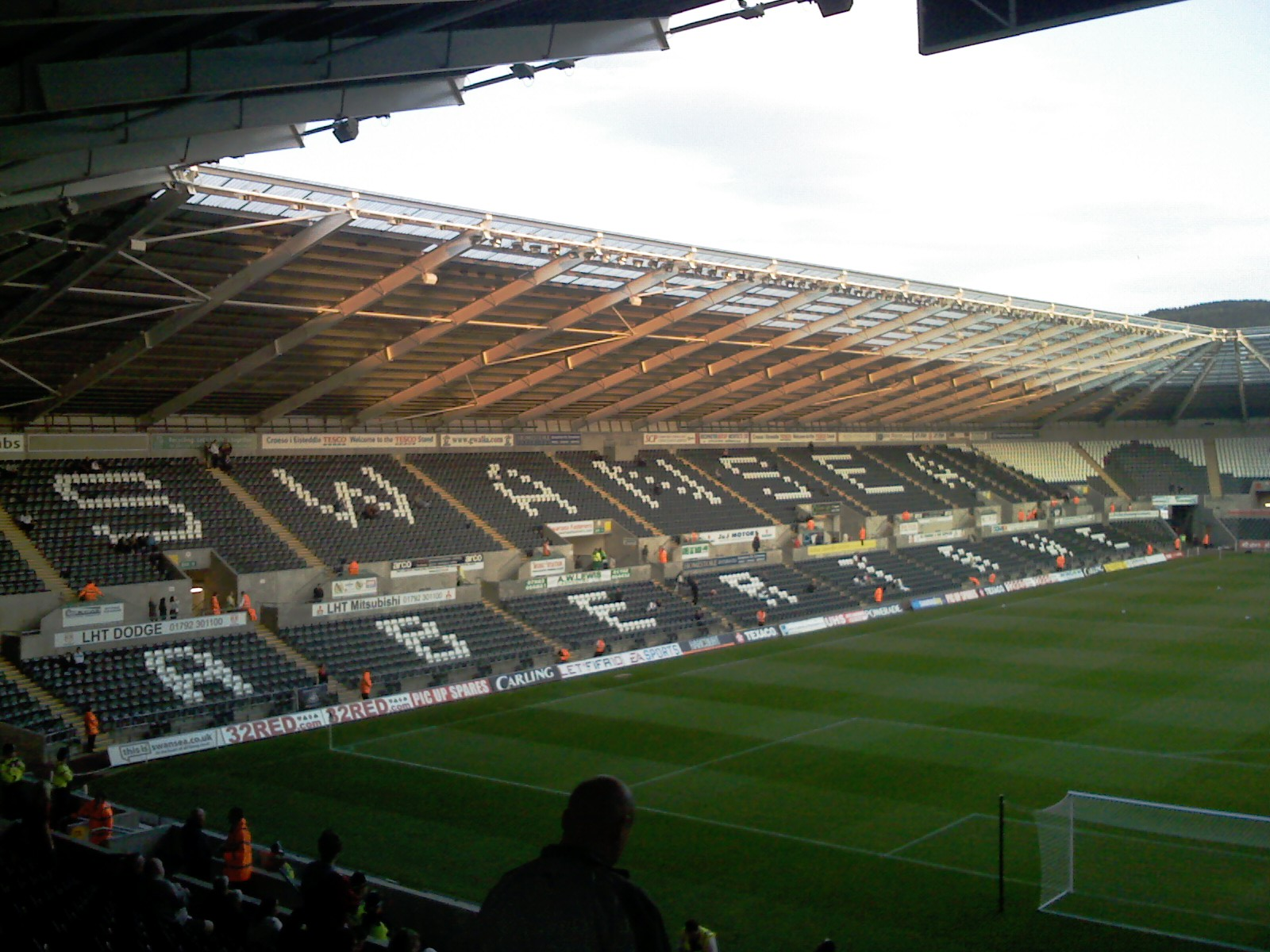